# Hans Dahl (Maler)

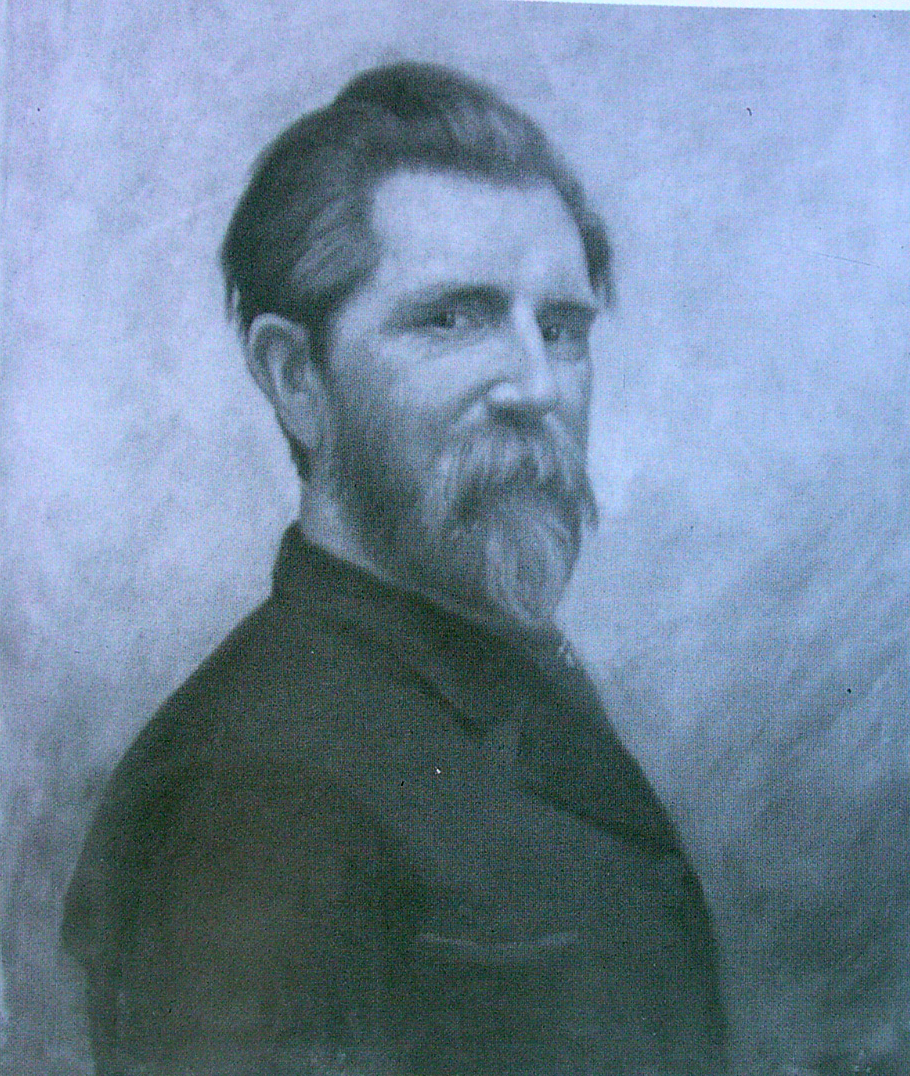
Dahl, Selbstporträt

Hans Dahl, manchmal auch Hans Fredrik Dahl, (* 19. Februar 1849 in Granvin, Hardangerfjord; † 27. Juli 1937 in Balestrand, Sognefjord) war ein norwegischer Landschafts- und Genremaler.

## Leben
Dahl war ein Sohn des Infanterie-Kapitäns Hans Andreas Dahl (1818–1890) und dessen Frau Eline Jacobine Wallendahl (* 1826). Er legte schon als 16-Jähriger gute Zeichnungen ethnologischer Motive vor. Er war anfangs Offizier in der schwedischen Armee, kam aber nur bis zum Secondelieutenant. Bereits während seines Aufenthalts an der Militärakademie begann er mit künstlerischen Studien bei Johan Fredrik Eckersberg und Knud Bergslien sowie bei Julius Middelthun an der Königlichen Norwegischen Zeichenschule in Christiania. 1872 nahm er seinen Abschied und bildete sich auf der Akademie in Karlsruhe unter Hans Fredrik Gude und Wilhelm Riefstahl. Von 1873 bis 1881 ging er an die Kunstakademie Düsseldorf, wo Eduard von Gebhardt und zuletzt in der Meisterklasse Wilhelm Sohn seine Lehrer waren. Sein jüngerer Bruder, der Landschaftsmaler Hjalmar Alfred Dahl, besuchte die Düsseldorfer Akademie in den Jahren 1880/1881 ebenfalls.
Dahl hatte eine große Begabung, das Licht über dem Fjord, Boote und Wasser wiederzugeben. Vor allem in der Darstellung bewegten Wassers war er unübertrefflich. Seine wenigen Porträts sind von großer Eindringlichkeit und frei von Konventionen. Selten malte er reine Landschaften. Die meisten seiner Bilder sind Landschaften, die er wie Gude und Askevold in ihren frühen Perioden mit relativ groß ausgeführten Genreszenen belebte. Mit Motiven wie Brautfahrt im Sognefjord und Leichenfahrt im Sognefjord oder Wikingerschiffe in voller Fahrt, die an Gude erinnern, führte er die norwegische Nationalromantik fort.

## Wirken

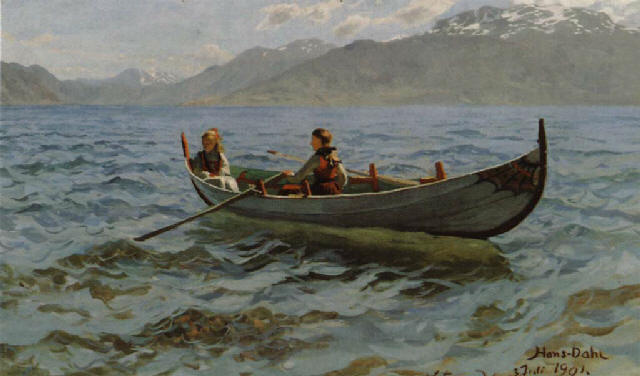
Bootsfahrt bei Balestrand, 1901

Im Laufe seines Lebens verengte sich sein Themenspektrum zunehmend. In späteren Jahren malte Dahl vorwiegend lachende Bauernmädchen bei der Heuernte am sonnigen Fjord, die an die Gestalt der Synnøve Solbakken von Bjørnstjerne Bjørnson erinnern und die von den deutschen Touristen gern gekauft wurden, ihn aber als ernstzunehmenden Künstler desavouierten.
Den Umbruch von der Romantik zur Moderne um 1880 machte Dahl nicht mit. Er wurde deshalb scharf kritisiert, unter anderem von Christian Krohg, teilte aber dieses Schicksal mit anderen, in Norwegen höher geschätzten sogenannten Düsseldorfern wie Anders Askevold und Morten Müller. Dahl konterte mit selbstverlegten Flugschriften. In Norwegens Kunst auf Ausstellungen (1901) und Die Maler und das Publikum (1929) legte er sein künstlerisches Testament nieder. Dahl sandte zahlreiche Bilder an die Nationalgalerie Oslo zum Ankauf, deren Leiter Jens Thiis dies aber brüsk ablehnte. Bis 1998 besaß die Nationalgalerie Oslo nicht ein einziges Gemälde von Dahl. Als einziges deutsches Museum besitzt die Städtische Galerie Dresden ein Bild von Dahl. Im Kunsthandel beider Länder erzielen seine Bilder aber enorme Preise.

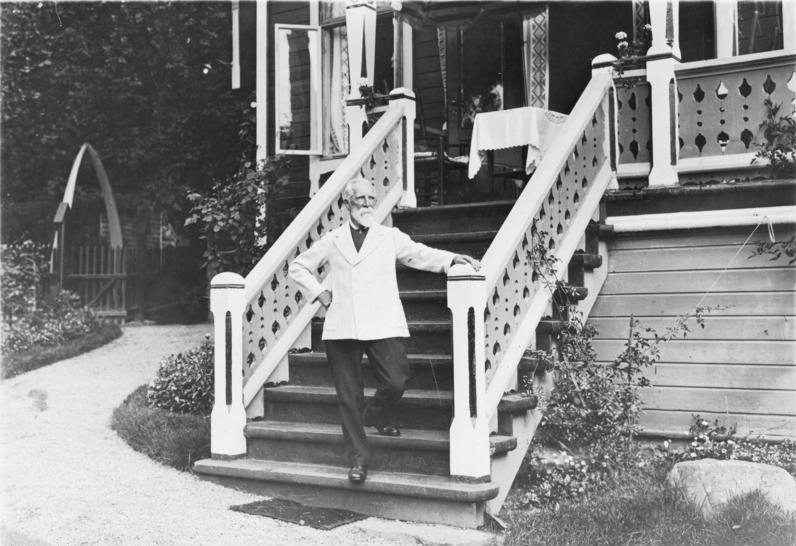
Dahl auf der Eingangstreppe der Villa Strandheim, Juli 1925

1893 ließ er sich eine Villa im Drachenstil am Ufer des Sognefjords in Balestrand bauen, Strandheim genannt. Er folgte damit einem Rat von Adelsteen Normann, der sich schon 1890 dort angesiedelt hatte, um die Sommer hier zu verbringen, doch war Dahls Villa größer und exaltierter. Zwischen 1888 und 1919 lebte Dahl meist in Berlin-Wilmersdorf und brachte nur die Sommer in Balestrand zu. Kaiser Wilhelm II., der 1889 bis 1914 jeden Sommer nach Skandinavien fuhr, schätzte und besuchte ihn häufig. Offenbar schätzte er seine konservative Haltung in der Malerei und seine politische Einstellung. Dahl gab jährlich einen Ball in seinem Garten, an dem auch der Kaiser teilnahm. 1902 wurde er geehrt mit dem norwegischen Sankt-Olav-Orden (Ritter 1. Klasse). 1910 ernannte ihn Wilhelm II. zum Professor. Auch Themistokles von Eckenbrecher besuchte Dahl in Strandheim und bemalte ihm 1895 eine Zimmertür mit Stillleben.

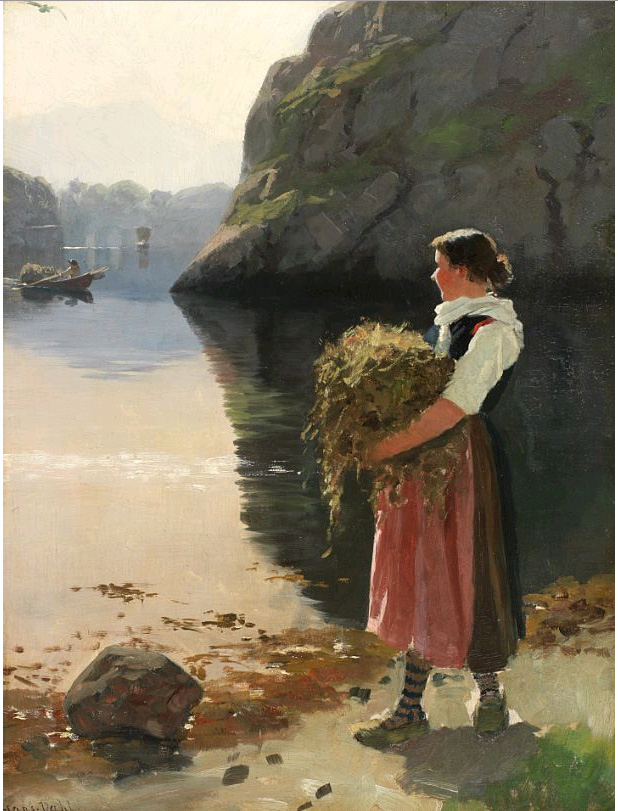
Beim Heutransport

Balestrand entwickelte sich zum meistbesuchten Touristenziel Westnorwegens. Als Wilhelm 1910 die Errichtung eines Frithjof- und eines Bele-Denkmals am Sognefjord beschloss, zog er Dahl als Berater hinzu. 1913 wurden die Denkmäler aufgestellt. 1913 fanden in den Fjorden Übungen deutscher Kriegsschiffe statt, die von der norwegischen Presse kritisiert wurden. Hans Dahl bemühte sich zugunsten des Kaisers. 1913 schrieb er in einer norwegischen Tageszeitung zu seinen Gunsten und führte aus, dass die deutschen Touristen „große Summen ins Land bringen.“ Ein Gemälde von Dahl nahm Wilhelm mit ins Exil nach Doorn. Nach 1919 reiste Dahl nicht mehr nach Berlin, sondern blieb in Balestrand. Dahl war mit der Deutschen Helene Bewer verheiratet, einer Tochter des Malers Clemens Bewer. Sein Sohn war Hans Andreas Dahl. Sein Grab befindet sich auf dem Kirchhof Tjugum.

## Werke und Ausstellungen (Auswahl)
Museen:
Oslo, Nationalgalerie (6 Zeichnungen); Bergen, Historisches Museum; Prag, Nationalgalerie; Breslau, Museum (Gang zur letzten Ölung 1880); Vesterheim, Norwegian-American Museum, Decorah IA, USA (Mädchen mit Rechen auf blumenbestandener Wiese am Meer)
Reproduktionen:
- Ein Naturkind, Mädchen und Maler in Landschaft; Holzstich, in: Gartenlaube 1880
- Auf der Eisbahn (1881); Holzstich, in: Deutsches Familienblatt (Schorer), 1881.2, S. 5
- Jagd auf Feldhühner (1883); Holzstich in: Illustrirte Zeitung. Nr. 2.201, 5. September 1885
- Auf sonnigen Wellen, Holzstich, in: Deutscher Hausschatz 1902/03, S. 437
- Schiffbruch, Holzstich, in: Aus Sturm und Noth, Schorer, Berlin o. J.

Einzelausstellung:
- Oslo,  Artes Galleri 1975

Ausstellungsbeteiligungen:
- Philadelphia, Kunstausstellung der Weltausstellung 1876
- Berlin, Große Kunstausstellung 1877–1913 (1880: Weibliche Anziehung; 1883: Damenpensionat auf der Eisbahn); 1890 (Auf einsamen Wegen, Ein moderner Paris (norweg. Fjord), Im Mondenschein (norweg. Fjord)); 1891 (Sommertag in Norwegen, Im starken Wind. Westnorwegen); 1893 (Eine Frage, Reifes Gras (Gegend bei Bergen), In hohen Wellen); Internationale Kunstausstellung 1896 (Ingeborg am Meer, Um die Welle); 1897 (Sehnsucht; norweg. Hochgebirge); 1899 (Trau, schau, wem, Nahender Sturm); 1901 (Am sonnigen Fjord; Westküste Norwegens, Gegen Wind und Wellen; Westnorwegen, Auf stillem Bord, Scharf durch die Wellen); 1902 (Schelmische Mädchen; Westnorwegen, Abend am Meer (Ingeborg), Auf hoher Welle); 1904 (Auf richtiger Fährte, Norwegischer Gebirgssee); 1904 (Im Zweifel; Szene von der Westküste Norwegens, Die Eifersüchtige (Norwegischer Gebirgsse)); 1905 (Sonntagmorgen in Norwegen); 1906 (Auf See bei sinkender Sonne, Gebirgsblumen); 1907 (Am stillen See); 1909 (Über sonnigen Wellen)
- Paris, Kunstausstellung der Weltausstellung 1878
- München, Internationale Kunstausstellung im Glaspalast, München 1879 (Ein Spiel der Wellen); 1883 (Die Rast); 1888 (Frische Brise, Ankunft zur Kirche bei Ullenswang, Hardanger); 1899 (Norwegische Sommernacht; Sogne Fjord); 1907 (Über wogenden Wellen)
- Göteborg, Nordische Kunstausstellung 1881
- Wien, Internationale Kunstausstellung im Künstlerhaus 1882 (Weibliche Anziehung); Jubiläumskunstausstellung 1888 (An der norwegischen Westküste: Im norwegischen Hochgebirge)
- Bremen, Ausstellung des Norddeutschen Gesamtvereins 1882 (Motiv aus Norwegen und Heimkehr)
- Kopenhagen, Charlottenburg 1883
- Paris, Pariser Salon 1884, 1896, 1897, 1899
- Düsseldorf, Kunstverein 1885 (Motiv von der norwegischen Küste); 1886 (Norwegisches Fischerboot); 1888 (Fern von der Welt)
- Kristiania, Jahresausstellung 1886
- Paris, Kunstausstellung der Weltausstellung 1889
- Berlin, Kunstausstellung des Vereins Berliner Künstler 1890 (Fahrt zur Taufe)
- Chicago, Kunstausstellung der Columbischen Weltausstellung 1893
- Düsseldorf, Deutsch-nationale Kunstausstellung  1907 (Gegen den Wind)
- Düsseldorf, Kunstmuseum: Nordische Maler der Düsseldorfer Schule 1963

## Schriften
- Wacht auf! Ihr Völker des Nordens. Leipzig 1915.
- Norges kunst paa udstillingerne. Kristiania 1901.
- Malerne og publikum. Balestrand 1929.